# Live in London (альбом Deep Purple)
Live in London  — концертный альбом британской группы Deep Purple, вышедший в 1982 году.

## Об альбоме
Диск составлен из концертных записей, сделанных 22 мая 1974 года в зале Gaumont State Theatre в Лондонском районе Килберн корпорацией Би-би-си для радиотрансляции, однако оставшихся неизданными до 1982 года.
Материал целиком состоит из композиций из (последнего на тот момент) студийного альбома Burn, за исключением единственной песни «Smoke on the Water» из альбома Machine Head.
Перед началом концерта ведущий сказал о группе следующее: «This band’s been called the loudest band in the World», ссылаясь на внесение Deep Purple в Книгу рекордов Гиннесса как самой громкой группы в мире.
Во время представления музыкантов Deep Purple публике Джон Лорд представил себя так: «My name is Rick Emerson», придумав вымышленного персонажа из комбинации имени и фамилии других известных клавишников — Рика Уэйкмана из группы Yes и Кита Эмерсона из группы ELP.
Альбом был ремастирован и переиздан в 2007 году с добавлением композиции «Space Truckin’».

## Список композиций
Слова и музыка всех песен — Дэвид Ковердэйл, Ричи Блэкмор, Гленн Хьюз, Джон Лорд и Иэн Пейс.
| №  | Название                                                              | Длительность |
| -- | --------------------------------------------------------------------- | ------------ |
| 1. | «Burn»                                                                | 6:58         |
| 2. | «Might Just Take Your Life»                                           | 4:51         |
| 3. | «Lay Down, Stay Down»                                                 | 5:11         |
| 4. | «Mistreated» (Блэкмор, Ковердэйл)                                     | 11:34        |
| 5. | «Smoke on the Water» (Блэкмор, Иэн Гиллан, Роджер Гловер, Лорд, Пейс) | 10:33        |
| 6. | «You Fool No One»                                                     | 18:14        |

| №  | Название                                                              | Длительность |
| -- | --------------------------------------------------------------------- | ------------ |
| 1. | «Burn»                                                                | 7:46         |
| 2. | «Might Just Take Your Life»                                           | 5:17         |
| 3. | «Lay Down, Stay Down»                                                 | 5:29         |
| 4. | «Mistreated» (Блэкмор, Ковердэйл)                                     | 15:28        |
| 5. | «Smoke on the Water» (Блэкмор, Иэн Гиллан, Роджер Гловер, Лорд, Пейс) | 9:14         |

| №  | Название                                               | Длительность |
| -- | ------------------------------------------------------ | ------------ |
| 1. | «You Fool No One»                                      | 20:23        |
| 2. | «Space Truckin’» (Блэкмор, Гиллан, Гловер, Лорд, Пейс) | 31:03        |

## Участники записи
- Дэвид Ковердэйл — вокал
- Ричи Блэкмор — гитара
- Гленн Хьюз — бас-гитара, вокал
- Джон Лорд — клавишные
- Иэн Пейс — ударные